# Pero sigo siendo El Rey
Pero sigo siendo el rey es una telenovela colombiana realizada por Caracol Televisión en 1984, basada en el éxito del libro del mismo nombre, escrito por David Sánchez Juliao y adaptada para la televisión por Martha Bossio de Martínez. La historia contaba a ritmo de rancheras y crítica social, la vida de una mujer que atraía a los hombres con la misma facilidad con que los rechazaba. Pero en el fondo se trataba de una crítica mordaz al machismo colombiano.

## Sinopsis
Chavela Rosales tiene muy poco de la mujer consagrada a su hogar, ingenua y servicial que la sociedad de mediados del siglo XX espera. Es esquiva a la conquista de los “galanes” del pueblo, pero al final cede por una causa que ella pone por encima de sí misma: mofarse de los hombres machistas en su propia cara. Enamora al prestigioso gobernador Adán Corona para desenmascarar su carácter cobarde y altanero, también entrelaza otras historias que terminan de forma muy trágica casi rayando en la sátira y el humor negro como el relato de un apostador que juega su esposa y ante la pérdida la asesina, o el aventurero que goza de todas las mujeres, o los hermanos vengadores que hacen respetar el honor de su hermana engañada matando a su ultrajador, estos hombres no temen ni al castigo por los crímenes cometidos, ni a la muerte propia; porque dicen por ahí que "es de hombres vengarse y cumplir las condenas", destinos negros que suceden bajo las líricas de las rancheras populares.

## Elenco
| Actor/Actriz           | Personaje                                                 | Descripción |
| ---------------------- | --------------------------------------------------------- | ----------- |
| Carlos Muñoz           | Adán Baldomero Corona Zorrilla.                           |             |
| María Eugenia Dávila   | Chávela Rosales Del Rio                                   |             |
| Jorge Emilio Salazar   | Juan Cabrera De La Flora (Juan Charrasqueado )            |             |
| Natalia Giraldo        | Flor de Azalea Cabrera y María Mendoza (María la Bandida) |             |
| Raúl Izaguirre         | Simón Reinosa Grajales. (Bronco)                          |             |
| Mariluz                | María Paz Corona.                                         |             |
| Luis Fernando Montoya  | Martín Estrada Contreras.                                 |             |
| Hugo Pérez             | Baltazar Cabrera.                                         |             |
| Ana Mojica             | Saturnina de Cabrera                                      |             |
| Karina                 | Facunda Corona.                                           |             |
| Érika Krum             | Rosa María de Rosales.                                    |             |
| Marina Veslin          | Josefa Contreras de Estrada                               |             |
| Nórida Rodríguez       | Anselma Infante.                                          |             |
| Flor Vargas            | Carmela Corona.                                           |             |
| Dario Valdivieso       | Emerito Pascuali.                                         |             |
| Omar Sánchez           | Hipolito Reinosa                                          |             |
| Pier Angely Llinas     | Flor de la Canela Cadena.                                 |             |
| Manuel Currea          | Ambrosio.                                                 |             |
| Yamile Humar           | Flor Silvestre Cadena.                                    |             |
| Merena Dimont          | Martina Grajales de Reinosa.                              |             |
| Saín Castro            | Jesús Cadena.                                             |             |
| Yaddy González         | Rosita Alvírez.                                           |             |
| Manuel Cabral          | Julián Cadena. ( Juan Luis)                               |             |
| Miguel Alfonso Murillo | José Miguel Cadena. ( José Manuel)                        |             |
| Óscar De Moya          | Marco Tulio.                                              |             |
| Stella Rivero          | Flor de Albahaca Cadena.                                  |             |
| Luis Fernando Orozco   | Otto Corona.                                              |             |
| Luis Chiappe           | Onésimo Rosales                                           |             |
| Edgardo Román          | Margarito Bailón                                          |             |
| Victor Hugo Cabrera    | Benito Martínez                                           |             |
| María Cristina Montoya | Martina Martinez                                          |             |

## Nominaciones

### Premios India Catalina
| Año  | Categoría              | Nominado(a)               | Resultado |
| ---- | ---------------------- | ------------------------- | --------- |
| 1984 | Mejor telenovela       | Mejor telenovela          | Ganadora  |
| 1984 | Mejor actriz principal | María Eugenia Dávila      | Ganadora  |
| 1984 | Mejor actor principal  | Carlos Muñoz              | Ganador   |
| 1984 | Mejor director         | Julio César Luna          | Ganador   |
| 1984 | Mejor adaptación       | Martha Bossio de Martínez | Ganadora  |